# Antonietta Brandeis
Antonietta Brandeis (Miskovice, 13 gennaio 1848 – Firenze, 20 marzo 1926) è stata una pittrice italiana.

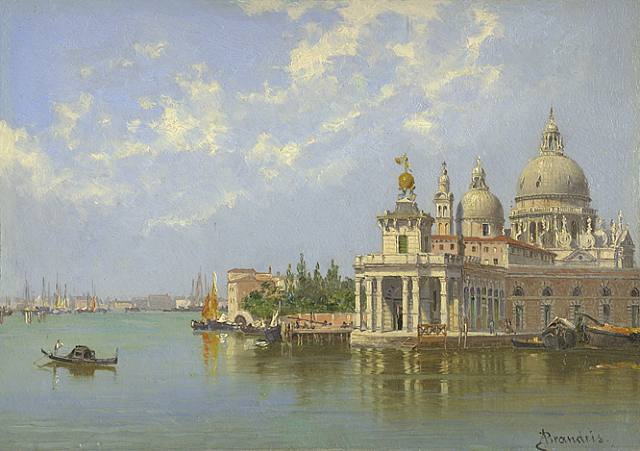
La Piazzetta, Venezia

Fu autrice di ritratti e di pale religiose.

## Giovinezza
Nata in Boemia, a Miskovice, l'adolescente Antonietta è menzionata come pupilla dell'artista praghese Karel Javůrek. Dopo la morte del padre, la madre Giuseppina Dravhozvall si sposò con il veneziano Giovanni Nobile Scaramella; apparentemente la famiglia si trasferì poco dopo in laguna. Nel 1867 entrò nell'Accademia di Belle Arti di Venezia, figurando come una delle prime donne a seguire lezioni di Belle Arti in Italia. Infatti, le donne si vedranno riconosciuto il diritto legale di ricevere un'educazione artistica solo nel 1875.

## I suoi maestri
Tra i professori della Brandeis nell'Accademia veneziana di Belle Arti figuravano Michelangelo Grigoletti e Napoleone Nani, Domenico Bresolin per il paesaggio, Pompeo Marino Molmenti per la pittura e Federico Bagna per la prospettiva. Nei primi anni di studio la Brandeis diede mostra delle proprie abilità nel ritrarre scene della vita quotidiana. Brandeis continuò con profitto l'Accademia, completando dopo cinque anni il percorso didattico. A conferma del felice periodo formativo, il suo nome compare in più voci dell'elenco degli alunni premiati negli "Atti della Reale Accademia di Belle Arti in Venezia degli anni 1866-1872".

## Il suo rapporto con Venezia
È nell'Accademia di Venezia che Brandeis perfeziona le sue abilità come meticolosa paesaggista e pittrice di città, sul solco della tradizione dei vedutisti. Nel 1870, ancora come studente dell'Accademia realizzò la sua prima esibizione. È documentato che esibì otto opere tra il 1872 e il 1876 con la Società Veneta Promotrice di Belle Arti; si tratta di paesaggi e scene di genere. Nell'esibizione del 1875 il suo paesaggio Palazzo, Marin Falier fu venduto a M. Sala di Londra per 320 lire. È questo uno dei primi indizi dell'interesse che l'artista avrebbe suscitato nei collezionisti stranieri, in particolare nei visitatori inglesi e tedeschi. Nel medesimo periodo presentò due opere nell'esibizione Promotrice Fiorentina, a Firenze. La prima si intitola Gondola, la seconda Buon dì!. Non furono vendute e vennero presentate nella stessa esibizione l'anno seguente, assieme a due opere di genere.
Nel 1876 e nel 1877 espose tre paesaggi di Venezia nella Promotrice Veneta, venduti a collezionisti stranieri. Nel novembre del 1877 portò Palazzo Cavalli a Venezia all'esibizione della Società di Belle Arti Ungheresi di Budapest. Sia a Firenze che a Budapest diffuse la propria opera sotto il nome di "Antonio Brandeis". Il biografo Angelo de Gubernatis spiegò la scelta: l'artista aveva ricevuto elogi e critiche, ma non accettò le lodi pronunciate soltanto per il suo essere donna.
Tra il 1878 e il 1893 dipinse e espose numerose opere, principalmente scene di Venezia, e malgrado risiedesse principalmente in questa città, dipinse e viaggiò anche a Verona, Firenze e Roma. Espose anche le sue opere a Venezia, Firenze, Torino, Milano, e Roma. Nel 1880 si presentò all'Esposizione Internazionale di Melbourne con altri tre dipinti di ambientazione lagunare.
Brandeis fu una pittrice prolifica che replicò costantemente le sue opere più popolari con minime variazioni.
Durante questo intenso periodo di pittura paesaggistica en plein air e scene di genere, Brandeis fu anche, secondo De Gubernatis, pittrice di altari religiosi, molti dei quali si trovano all'isola di Curzola in Croazia. Nella sacrestia della Cattedrale di Curzola è visibile una sua Madonna con bambino. Per la stessa chiesa dipinse una copia del pannello centrale del trittico di Giovanni Bellini della chiesa veneziana di Santa Maria Gloriosa dei Frari (1488).
Il 27 ottobre del 1897 si sposò con il veneziano Antonio Zamboni, un cavaliere e ufficiale della Corona italiana e cavaliere dell'Ordine dei SS. Maurizio e Lazzaro. La coppia visse a Venezia, Firenze e Roma. Brandeis ridusse l'attività artistica, ma partecipò all'Esposizione Internazionale di Acquerellisti di Roma del 1906 con uno Studio ed espose due opere nella Società Promotrice delle Belle Arti di Firenze tra il 1907 e il 1908. Antonio Zamboni morì l'11 marzo 1909, e da quel momento l'artista risiedette principalmente nella sua casa fiorentina di via Mannelli, rimanendo attiva fino al giorno della sua morte, avvenuta il 20 marzo 1926.

## Il suo testamento
Con il suo testamento, datato 1º gennaio 1922, e conservato negli archivi della Fondazione dell'ospedale degli Innocenti, Brandeis lasciò la maggior parte dei suoi beni agli orfani, inclusi i suoi cuadernos di bocetos, le sue opere di pittura ancora sono in suo possesso, tranne per quattro opere per le quali lei lasciò denaro affinché fossero bene incorniciate e date alla Galleria di Pittura Moderna del Palazzo Pitti.  Laura Capella, Figlia della sua amata amica e collega Giulia Capella, dipinse il ritratto di Brandeis nel 1924, che è esposto nel Salone dei Benefattori dell'Istituto Innocenti. La maggioranza delle opere di Brandeis furono vendute in una asta pubblica nel dicembre di 1926, ma l'Istituto degli Innocenti ancora conserva almeno dodici dei suoi dipinti ad olio, così come numerose acquerelli e bozzetti, che ci danno molte informazioni sulla tecnica e la produzione dell'artista.
I lavori di Antonietta Brandeis si trovano non soltanto presso l'Istituto degli Innocenti e la Galleria di Pittura di Palazzo Pitti a Firenze, ma anche in collezioni private in diverse parti del mondo. Si trovano anche nel Museo di Pittura dell'Università della Virginia, nel Museo di Gloucester e nella Galleria, nel Museo Revoltella di Trieste e nell'Isola di Korcula, Croazia (nella cappella di San Lucas, nel cimitero di Korcula, la Cattedrale di Korcula, la Chiesa di San Vitus in Blato e la Parrocchia di Smokvica).

## Esposizioni
- Di juio di 2012 al 28 di ottobre di 2012, Florencia attraverso degli Occhi dell'Artista, di Signorini a Rosai, esposizione nel Palazzo Pitti, Galleria di Attrezzo Moderno, 7.º “La Sala Niobe nell'Uffizi” per Antonietta Brandeis. Una dei quattro prodotti donate al Palazzo Pitti per l'artista nella sua morte in 1926, questo piccolo óleo sopra cartulina (29 x 35 centimetri.) Descrive una artista femenina comprometida con il prodotto di vita nella Sala del Niobe, una delle Sale più famoasa della Galleria Uffizi. Il prodotto è una rappresentazione estremamente fedele dell'assetto della stanza nel tempo, evidenziata da un periodo fotografico nelle archiviazioni della Città di Florencia. Di fatto, L'artista probabilmente passò tempo nell'Uffizi facendo atto copi.
- Del 13 al 21 di febbraio di 2010 Antonietta Brandeis (1848-1926). Vedute dell'Ottocento Al femminile. Dipinti Diedi una collezione privata, Esibizione Modenantiquaria dei novantotto lavori di Antonietta Brandeis, la prima grande dimostrazione delle opere questa artista. Dimostrazione dirita per Paolo Serafini, anche autore del catalogo. Curador Esecutivo Gianluca Colombo.

## Galleria d'immagini

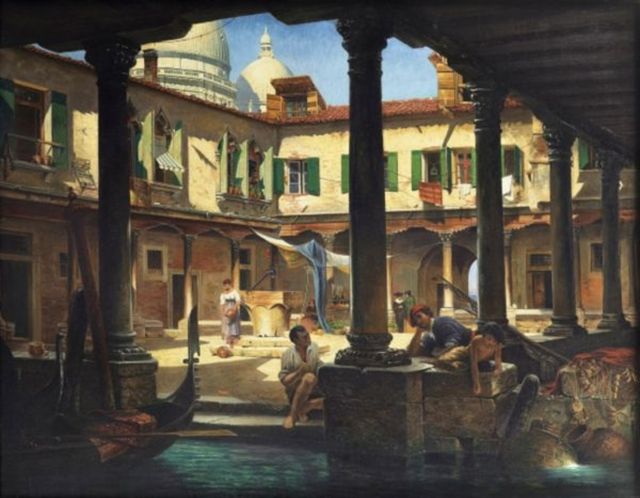
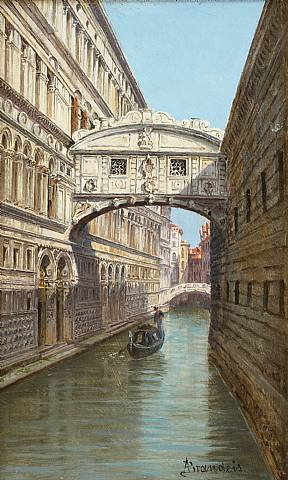
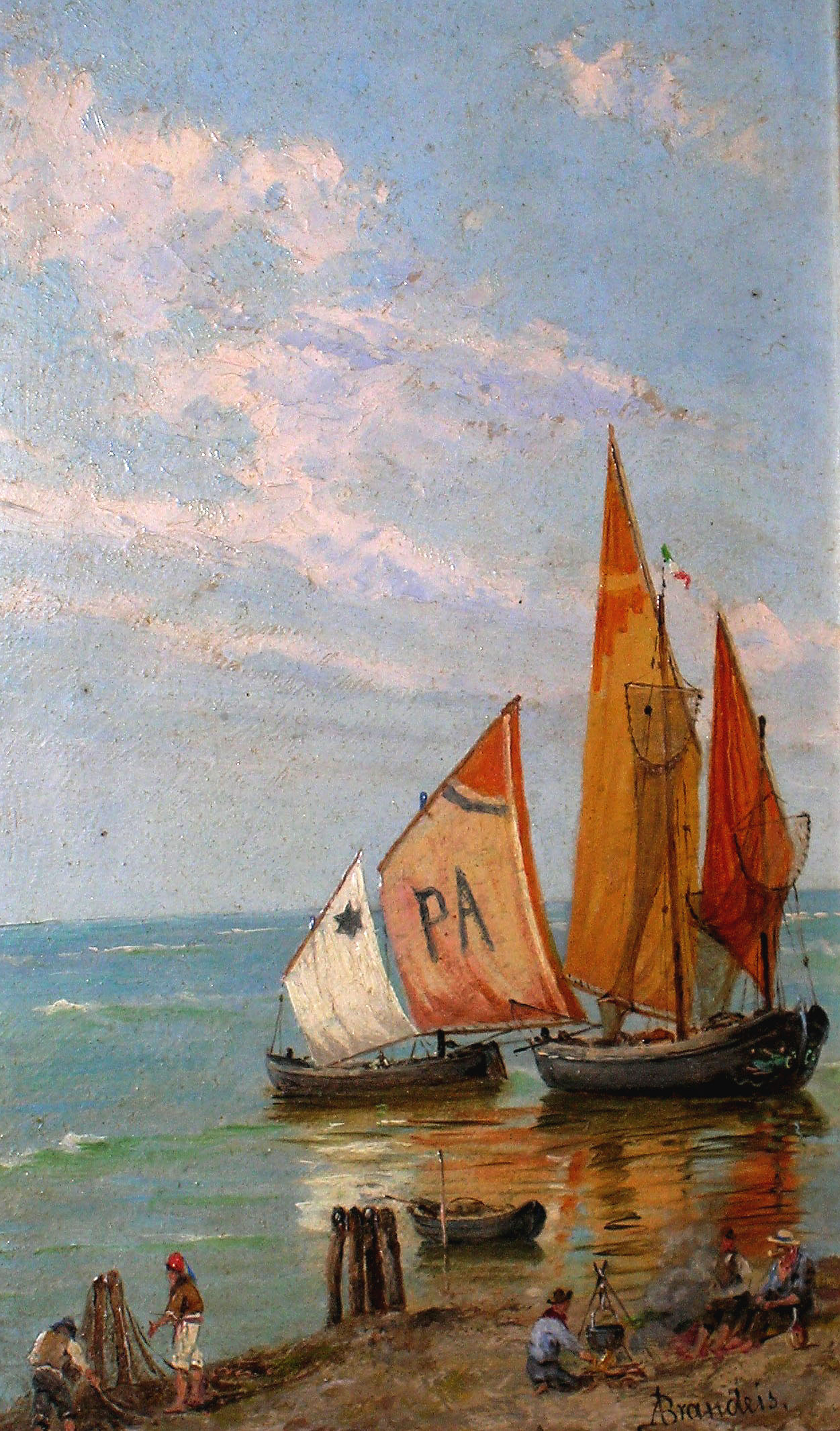
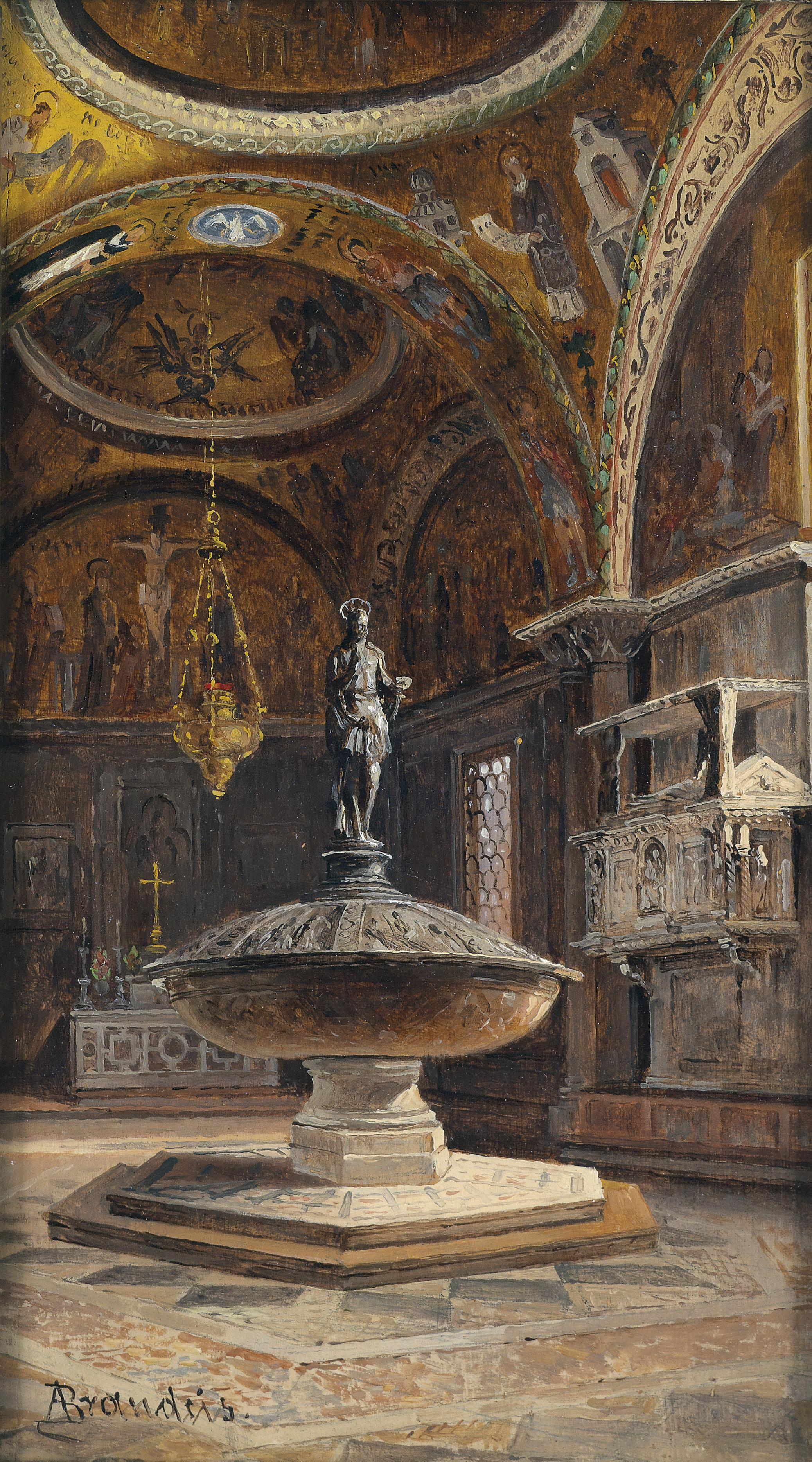
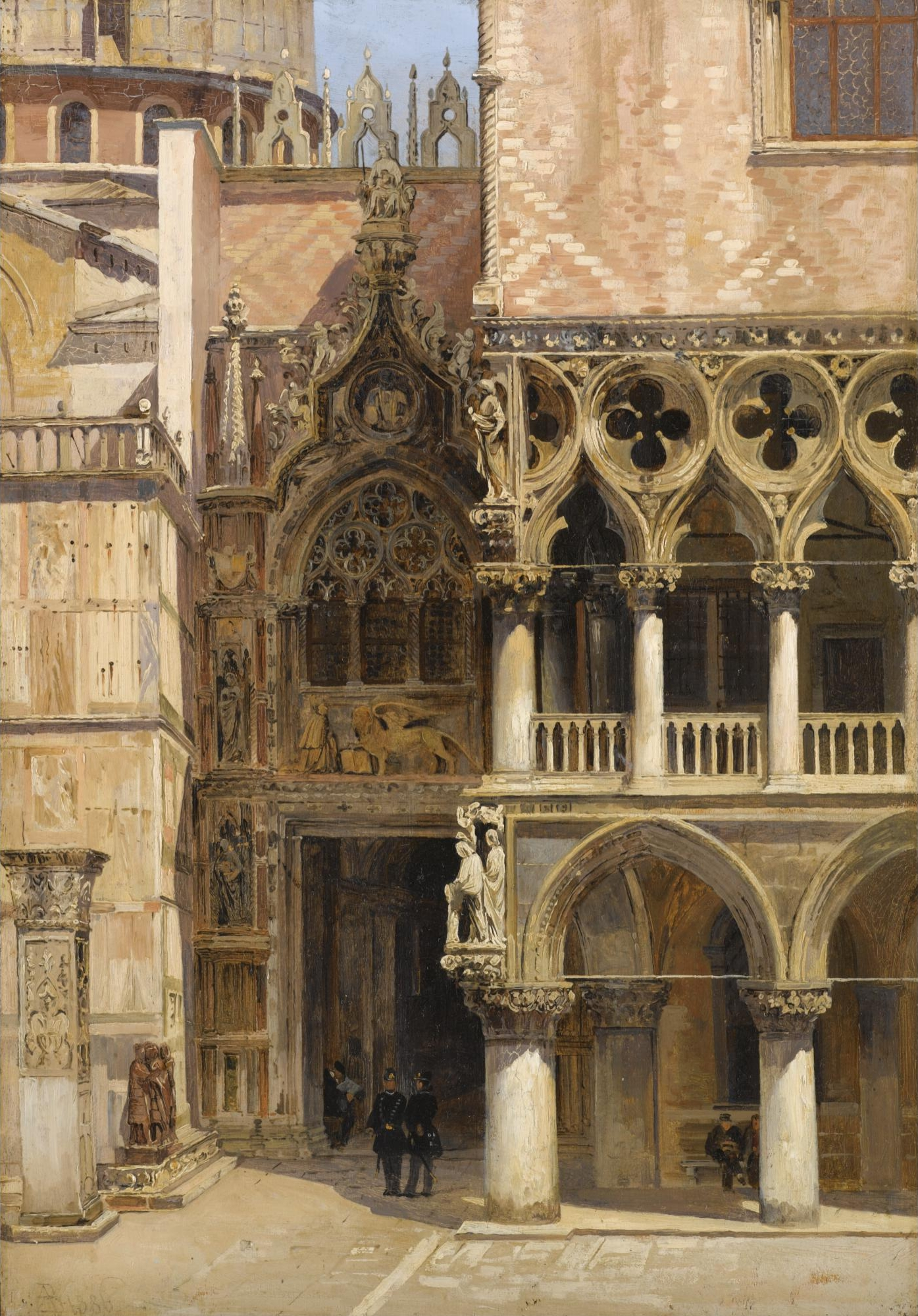